# Lucrezia Borgia (opera)
A Lucrezia Borgia, Gaetano Donizetti kétfelvonásos operája, prológussal. Szövegét Victor Hugo regénye nyomán Felice Romani írta. Az opera első bemutatójára 1833. december 26-án került sor a milánói Scalában. Magyarországon először 1839. augusztus 31-én mutatták be a pesti Nemzeti Színházban, magyar nyelven.

## Szereplők
| Szereplő                                   | Hangfekvés | Az ősbemutató szereposztása |
| ------------------------------------------ | ---------- | --------------------------- |
| Alfonso D’Este, Ferrara hercege            | basszus    | Luciano Mariani             |
| Lucrezia Borgia                            | szoprán    | Henriette Méric-Lalande     |
| Maffio Orsini                              | alt        | Marietta Brambilla          |
| Gennaro, fiatal velencei nemes             | tenor      | Francesco Pedrazzi          |
| Jeppo Liverotto, fiatal velencei nemes     | tenor      | Napoleone Marconi           |
| Don Aposto Gazella, fiatal velencei nemes  | basszus    | Giuseppe Visanetti          |
| Ascanio Petrucci, fiatal velencei nemes    | bariton    | Ismaele Guaita              |
| Oloferno Vitellozzo, fiatal velencei nemes | tenor      | Giuseppe Vaschetti          |
| Rustighello, Don Alfonso szolgája          | tenor      | Ranieri Pochini             |
| Gubetta, Lucrezia szolgája                 | basszus    | Domenico Spiaggi            |
| Astolfo, Lucrezia szolgája                 | tenor      | Francesco Petrazzoli        |
| Katonák, nemesek, szerzetesek.             |            |                             |

## Cselekmény
- Helyszín: Velence és Ferrara
- Idő: a 16. század eleje

### Előjáték
Előkelő ifjak egy csoportja Velence küldötteként Ferrarába, a hercegi udvarba készül. Köztük van Gennaro is, akinek senki sem ismeri származását. A történet szerint egy szegény nápolyi halász nevelte föl, de mégsem szűkölködött soha semmiben. Egy alkalommal ismeretlen harcos kereste meg, kardot, vértet, valamint egy gyönyörű lovat hozott a számára, és egy levelet, amelyet anyja írt. Ebben arra figyelmeztette, hogy soha ne érdeklődjön származása után, mert az veszélybe sodorja. Elutazásuk előtt az ifjak egy mulatságot szerveznek, amelyen kibeszélik az általuk gyűlölt Borgiákat, közöttük a ferrarai herceg mostani, sorrendben negyedik feleségét, Lucreziát. Míg Gennara pihen, Orsini elmeséli a többieknek, hogyan mentette meg egykoron őt az ifjú a támadóktól, s hogy egy titokzatos jóslat közös halálukat jövendölte meg. A sötétség leszálltakor gondola siklik a palota lagúna felőli kapujához és egy álarcos hölgy lép ki belőle. Egyenesen a teraszon szendergő Gennaróhoz lép és gyengéden megsimogatja. Lucrezia Borgiát rejti az álarc, Gennaro az ő korábbi házasságból született fia, titkát azonban rajta kívül senki sem ismeri. Az asszonyt több titokzatos árny figyeli: férje, annak megbízottja Rustighello, valamint Lucrezia kémei. A herceg Gennaróban fiatal vetélytársát véli és jól tudja, hogy a fiú is tagja a velencei küldöttségnek. Amikor az álmából ébredő fiú meglátja maga előtt a csodálatosan szép asszonyt, bókolni kezd neki, de, mint mondja, szívében anyjáé az első hely, akit még sosem látott. Visszatérő barátai, közöttük Maffio Orsini felismerik Lucreziát, óvják tőle Gennarót, sőt Orsini nyilvánosan bátyja és barátai gyilkosának, méregkeverőnek nevezi az asszonyt. Lucrezia álarcát gyorsan visszatéve gondolájába lép, visszaszólva arra kéri Gennarót, hogy ne higgyen a vádaknak, s vigyázzon életére.

### Első felvonás
Gennaro kibérel Ferrarában egy előkelő házat. A herceg emberei folyamatos megfigyelés alatt tartják és azt is jelentik uruknak, a hercegnek, hogy Lucrezia többször is meglátogatta a fiatalt. A féltékeny herceg elfogatja Gennarót és úgy határoz, hogy Lucrezia választhat a kivégzés módja között: bakó vagy méreg. Az asszony az utóbbit választja, ám miután a fiú a herceg láttára kiissza a mérgezett bort, az asszony titokban ellenmérget ad be, így megmenekül. Az asszony segítségével sikerül kimenekülnie a hercegi palotából

### Második felvonás
A herceg értesül Gennaro meneküléséről Megtudja, hogy egy hercegnőnél fogja az éjszakát tölteni, s elhatározza, hogy rajtaüt és kivégzi. Lucrezia szintén a hercegnőhöz készül. Bosszút akar állni a velencei nemeseken, akik annak idején kigúnyolták és megszégyenítették. Előzőleg névtelen levelet küldött fiának amelyben megírta, hogy megmérgezték, de egy titokzatos jótevője megmentette, s hogy veszélyben az élete, meneküljön. Gennaro azonban nem hisz a levélnek és marad. Lucrezia előkészületei a hatásosabbak. A velencei ifjak gyanútlanul isznak a mérgezett borból. Az embereivel rájuk törő Lucrezia döbbenten fedezi fel hogy fia is közöttük van. Felszólítja, hogy vegye be az ellenmérget, ám a fiú erre nem hajlandó, ha barátainak meg kell halnia. Ekkor Lucrezia feltárja, hogy ő az anyja, és hogy Gennaro is Borgia. A fiú végül beveszi az ellenszert, de már késő, anyja karjaiban meghal. A fegyvereseivel megérkező Alfonso már csak a halott Gennarót találja. Lucrezia gyermeke testére borulva, szinte eszét vesztve tudatja vele, hogy saját gyermekét ölte meg.

## Híres áriák, kórusművek
- Nella fatal di Rimini – Orsini elbeszélése, majd a Borgiákról énekelt gúnydala (előjáték)
- Com’ e bello! Quale incanto – Lucrezia cavatinája (előjáték)
- Di pescatore ignobile – Gennaro áriája (előjáték)
- Ama tua madre e tenero – Lucrezia és Gennaro kettőse (előjáték)
- Maffio Orsini, signora, son io – hatos (előjáték)
- Vieni, la mia vendetta – Alfonso áriája és cabalettája (első felvonás)
- II segreto per esser felici – Orsini bordala (második felvonás)